# Kebodesmus zonarius
Kebodesmus zonarius — вид двопарноногих багатоніжок родини Dalodesmidae. Описаний у 2020 році.

## Назва
Вид названо на честь Кевіна Бонема, тасманійського натураліста, який зібрав типові зразки.

## Поширення
Ендемік австралійського острова Тасманія. Відомий лише з невеликої території на Великих Західних ярусах на північному краю Центрального нагір'я.